# Rhabdomastix crassa
Rhabdomastix crassa är en tvåvingeart som beskrevs av Jaroslav Stary 2004. Rhabdomastix crassa ingår i släktet Rhabdomastix och familjen småharkrankar. Inga underarter finns listade i Catalogue of Life.